# キャラバン (ゲーム)
キャラバン（Caravan）は、NAOが作成したオンラインゲーム(MORPG)。フリーゲームであり、運営費を広告収入でまかなっていた。最終バージョンは2015年6月12日に公開されたVer1.54で、2017年にサービス終了した。

## 沿革
2000年10月/11月にサービスが開始した。同年12月5日に水の城マップ前半が、2001年1月16日に水の城マップ後半が追加された。2月3日に伝言板機能が実装され、3月19日に森の迷宮マップ前半が追加された。その後、4月にアドベンチャラーズポイント機能が、5月にランキング機能が、9月にストックアイテムと強化アイテム機能が実装され、基本システムが完成した。
ダンジョンについては2001年7月に森の迷宮マップ後半が、2002年7月に風の塔マップ前半が、2003年3月に風の塔マップ後半が追加された。ゲームのあらましでは5つ目のダンジョン名として「炎の宮殿」が公開されたものの、最後まで実装されなかった。
サービス開始当時はWindows 9x系、NT、2000に対応しており、以降対応オペレーティングシステムが順次拡大され、2015年6月のVer1.54ではWindows 8まで対応した。
2017年5月、サーバーのオペレーティングシステム変更によりCGIで運用できなくなり、そのまま復旧されなかった。

## ストーリー
プレイヤーは、次元を旅する冒険者として行動しているうち、「イオ」と呼ばれる幻想世界に到着する。5つのダンジョンに散らばった「カオスジュエル」を集めて次の世界への扉を開くことを目的に、ほかのプレイヤーとともに冒険を繰り広げる。

## ゲームシステム
インターネットに常時接続している必要がなく、送受信データをできるだけ減らしている。
ユーザー登録の自動削除が実装されており、冒険回数が3回以下のプレイヤーは5日間更新しなかった場合に登録が削除される。4回以上で半月に緩和され、認定証2を入手すると1か月に緩和される。

### 基本的な流れ
1回の冒険の流れは下記の通り。
1. アイテムの送受信、送信相手からのデータ受信（アイテムの受け取り・その代金の支払い、アイテムの代金の受け取り、雇用の料金・または支援金の受け取り）
2. 所持アイテムの換金、装備、および古都でのアイテム購入
3. 攻略ダンジョンの選択
4. キャラバンの結成（雇用する仲間の選択）
5. ダンジョン攻略
6. ダンジョンで手に入れたアイテムを換金、装備
7. データ保存・送信
  - 冒険を終えた時点でその日のアドベンチャラーズポイントが決定され、累積される[1]。

一度データを保存すると、18時間待機した後に再度冒険できるようになる。待機中でも伝言板の利用など一部の機能を使用できる。
ゲーム全体の流れは下記の通り。
1. 土の洞窟、水の城、森の迷宮、風の塔を順番に攻略する。
2. 神殿で審判者に出会い、前半の冒険者評価点を決定される[1]。冒険者評価点はアドベンチャラーズポイントを基本値とし、攻略日数と規定日数の差によって増減する[1]。
3. 持ち越すアイテムを選ぶ[1]。
  - 持ち越せるアイテムの数は2+冒険者評価点 / 200で計算される[10]。
4. 「ループ面」（いわゆる「裏面」に相当）の土の洞窟、水の城、森の迷宮、風の塔を順番に攻略する[1]。
  - ループ面中のプレイヤーは雇用料金が1.2倍になるほか、ループ面のダンジョンにしか出現しないモンスターが存在し、ブラッグエッグの入手条件も異なる[1]。
5. 神殿で審判者に出会い、総合の冒険者評価点を決定される[1]。
6. 1に戻る。このとき、アイテムは持ち越せないが、記録、ストックアイテム、認定証は引き継がれる[1]。

認定証は3種類あり、それぞれ攻略日数、冒険者評価点、ランキングポイントの条件を達成すると発行される。

### ステータス
レベルが設定されており、経験値を700ためるごとにレベルアップする。レベルアップすると、装備能力が1上がるほか、特殊能力のうち1つ選んで1上げることができる。経験値はモンスターを倒すことで得られ、プレイヤーのレベルがモンスターより高い場合はレベル差の分半分になる。このほか、プレイヤーとモンスターのレベル差によってレベル補正が行われ、レベルの高いほうの攻撃力がレベル差の分上がる。
装備能力は装備できるアイテムを制限する。具体的には武器と防具に必要装備能力が設定され、その合計がプレイヤーの装備能力を超える場合は装備できない。
プレイヤーの特殊能力は探索能力、知力、腕力、魔力の4つがあり、それぞれ値が設定されている。どの能力もダンジョン攻略には欠かせないものであり、また各能力でしか使用できないアイテムがある。そのため、後述の雇用システムにより4人からなるキャラバンを結成することが基本的な流れとなる。また同じ理由により、マニュアルでどれか1つの能力が高くなるよう振り分けることが推奨されている。
所持金の単位は「ゴールド」である。ゴールドはほかのプレイヤーからアイテムを受け取るときの支払いで使用されるほか、魔力の源にもなっており、必殺攻撃を繰り出すときやアイテムを使用するときに消費される。所持金には上限があり、レベルが上がるとき、ループ面に入るときに上限が増える。設定上、上限を超えた所持金は税金としてキャラバンギルドに徴収されたものとして失われる。

### 戦闘システム
モンスターとの戦闘はターン制で行われる。モンスターには生命力、防具耐久力、攻撃力、防御力が設定され、生命力が0になるとプレイヤーの勝利となる。1回の攻撃で与えられるダメージは防具耐久力が1以上の場合、攻撃力 - 防御力で計算される。ダメージを受けるとき、防具耐久力が1以上の場合はまず防具耐久力から引かれ、それが0になった後は生命力から引かれる。防具耐久力が0になると、防御力の効果がなくなり、攻撃力がそのまま1回の攻撃で与えられるダメージとなる。
モンスターには特殊能力が設定されている種類がおり、一定確率で特殊能力が発動する。特殊能力が発動する最大回数もモンスターごとに設定されている。またリーダーマークのついているモンスターも存在し、このモンスターが生きている限りモンスターの特殊能力の発動確率が2倍になり、モンスターが防御力の低いプレイヤーに集中攻撃する。
プレイヤーとモンスターは行動せずにターンを終了した場合、「畜力効果」として攻撃力が1上がり、最大で5上げることができる。

### 雇用システム
ダンジョンを攻略する際、同じ地点にいるプレイヤーを選び、雇用料金を支払って雇用することでキャラバンを結成する。料金はレベル、冒険回数、雇用回数によって影響される。雇用された方のプレイヤーは雇用金額分のお金を手に入れることができ、ほかのプレイヤーから雇われた回数が3回未満の場合は支援金がキャラバンギルドから補填される。この雇用は双方が同じ時間に行動するわけではなく、相手の保存された記録をもとにしたキャラクターが仲間になる。

### コミュニケーション
各グループには伝言板があり、アイテムの売買や交換ができる。2001年2月3日のアップデートで実装された。
アイテムの譲渡では2001年3月20日のアップデートより送信できないアイテムが設定され、受け取り時に相場価格を支払う仕様になった。

### アイテム
プレイヤーは、最高で4つのアイテムを装備することができる。武器と防具は装備すれば効果が発揮され、それ以外のアイテムは1回の冒険での使用回数が設定され、ゴールドを消費することで使用できる。使用回数が0になってもアイテムは消滅しない。
武器、防具、探索アイテム（ロープ、キー、マトック、ランプ）などの種類が存在する。強化効果がついたアイテムはアイテム名の最後に「＋」が付き、アイテムの絵の背景に魔方陣のマークが付く。
アイテムごとに相場価格、希少価値、送信可否が設定される。相場価格はアイテムをほかのプレイヤーからもらうときに支払う値段であり、強化効果がついたアイテムは1.5倍になる。武器と防具は必要装備能力が設定され、その合計がプレイヤーの装備能力を超える場合は装備できない。
アイテムは最大40個まで所持でき、41個目以降は入手できず放棄される。アイテムは整理画面で売却でき、ほかのプレイヤーに送信できないアイテムは相場価格の0.2倍、送信できるアイテムは相場価格の0.6倍で売却できる。ほかのプレイヤーに送信した場合、相場価格分のゴールドを入手できる。
希少価値はアイテムのレア度を指し、強化効果がついたアイテムは通常アイテムより希少価値が1上がる。希少価値3以上のアイテムを売却するとストックアイテムとして保存され、古都のアイテムショップで再購入できる。ストックアイテムは最大20個までであり、21個目以降はストックされず放棄される。
特別なアイテムとして「ブラックエッグ」があり、レベル1から12までのブラックエッグが存在する。それぞれ入手条件が設定されており、その一部がマニュアルで公開されている。ブラックエッグを入手すると、次の冒険のときに割れてアイテムが手に入る。ブラックエッグからしか入手できないアイテムが存在する。

### 特典
有料のエキスパート登録を行うと、広告表示をスキップできる、ユーザーを2つ登録できる、グループを移動できる、といった特典があった。エキスパート登録受付は2003年冬に一時停止され、以降再開されていない。
広告アフィリエイト経由で会員登録すると、広告特典としてブラックエッグを入手できる。